# Сотостационе-Алођо Терни (Пиза)
Сотостационе-Алођо Терни је насеље у Италији у округу Пиза, региону Тоскана.
Према процени из 2011. у насељу је живело 13 становника. Насеље се налази на надморској висини од 235 м.